# Рождённый стать королём
«Рождённый стать королем» (англ.  The Kid Who Would Be King) — британский фэнтезийный фильм режиссёра Джо Корниша. Главные роли исполнили Луис Эшборн Серкис, Ребекка Фергюсон и Патрик Стюарт.
Премьера фильма в США состоялась 25 января 2019 года, в Великобритании — 15 февраля 2019 года, в России — 14 марта 2019 года.

## Сюжет
Обычный двенадцатилетний мальчик Алекс ходит в школу и мечтает о господстве справедливости. Но жизнь идёт совсем не так, как хотелось бы. И защитить тех, кого обижают другие, не так уж и легко. Алекс считает себя неудачником. Мальчику постоянно кажется, что родители не интересуются его проблемами, а школьные друзья просто издеваются. Но однажды Алекс случайно встречает заброшенную постройку, где среди груды обломков находит меч, который виднеется из камня. С лёгкостью его получив, Алекс приносит находку домой. Лишь со временем становится понятно, что этот меч является легендарным Экскалибуром. Надпись на нём гласит, что меч принадлежал королю Артуру. Теперь мечта Алекса осуществится, он собирает свой орден рыцарей круглого стола, чтобы сразиться со злой волшебницей Морганой, которая стремится уничтожить мир.

## В ролях
- Луис Эшборн Серкис — Алекс
- Ребекка Фергюсон — Фея Моргана
- Том Тейлор — Ланселот
- Патрик Стюарт — Мерлин
- Джейк Гринли — Блэкстон
- Рианна Доррис — Кай
- Дин Чауму — Беддерс
- Дениз Гоф — мать
- Энгус Имри — Мерлин в молодости
- Скай Саммарчи — ученик
- Нома Думезвени — директор школы

## Производство
Съёмки начались 25 сентября 2017 года в Лондоне и закончились в марте 2018 года.